# Шеркая
Шеркая (рум. Șercaia) — село у повіті Брашов в Румунії. Адміністративний центр комуни Шеркая.
Село розташоване на відстані 172 км на північний захід від Бухареста, 41 км на північний захід від Брашова.

## Населення
За даними перепису населення 2002 року у селі проживали 1859 осіб.
Національний склад населення села:
| Національність | Кількість осіб | Відсоток |
| -------------- | -------------- | -------- |
| румуни         | 1540           | 82,8%    |
| угорці         | 195            | 10,5%    |
| цигани         | 97             | 5,2%     |
| німці          | 26             | 1,4%     |

Рідною мовою назвали:
| Мова      | Кількість осіб | Відсоток |
| --------- | -------------- | -------- |
| румунська | 1573           | 84,6%    |
| угорська  | 201            | 10,8%    |
| циганська | 60             | 3,2%     |
| німецька  | 25             | 1,3%     |